# Karlovačko
Karlovačko je poznato pivo u Hrvatskoj i Bosni i Hercegovini, potpisni proizvod Karlovačke pivovare, koja se nalazi u Karlovcu. Tradicija proizvodnje piva u pivovari seže u davnu 1854. godinu. Novo razdoblje u poslovanju pivovare, koja se tada zvala Karlovačka pivovara, počinje 1. travnja 2003. godine. Tada je HEINEKEN, najinternacionalniji proizvođač piva, postao vlasnik Karlovačke pivovare. Heineken Hrvatska ima 329 zaposlenika, 7 brendova, a u Karlovačkom pivu uživaju ljudi u 10 zemalja svijeta. Heineken Hrvatska u svom portfelju ima vrhunske proizvode koji će zadovoljiti ukuse odraslih ljubitelja piva u različitim prigodama. Pored Karlovačkog svijetlog piva, u toj su obitelji su još i: Karlovačko 0,0% Maxx, Karlovačko Limun Natur Radler, Karlovačko Laganini Natur Radler, Karlovačko Leđero Natur Radler, Karlovačko crno te Karlovačko nepaterizirano Retro. U svojoj ponudi imaju i međunarodne brendove Heineken, Amstel Premium Pilsener, Edelweiss Snowfresh, Desperados, Affligem, cider broj 1 na svijetu – Strongbow te jabukovaču Stari lisac. U portfelju imaju i Laško Zlatorog, Laško Special pivo u tri okusa te Union Radler s okusom grejpa.
Hrvatski ječam za proizvodnju Karlovačkog piva
U srpnju 2014. godine Heineken Hrvatska pokrenuo je inicijativu za korištenje ječma uzgojenog u Hrvatskoj za proizvodnju Karlovačkog piva. Prvo Karlovačko pivo proizvedeno od hrvatskog ječma na tržištu se pojavilo u veljači 2015. godine. Ovim projektom Heineken Hrvatska želi osigurati održivu domaću proizvodnju ključnog sastojka u proizvodnji piva kako bi pridonijeli razvoju i pružili podršku lokalnom gospodarstvu. 

## Vanjske poveznice
|  | Zajednički poslužitelj ima još gradiva o temi Karlovačko |

- Službena stranica Karlovačke pivovare